# Ctenobelba pulchellula
Ctenobelba pulchellula är en kvalsterart som beskrevs av Gil-Martín och Subías 1997. Ctenobelba pulchellula ingår i släktet Ctenobelba och familjen Ctenobelbidae. Inga underarter finns listade i Catalogue of Life.